# Leah Ashmore
Lía Aymara Duarte Ashmore (Vila Rica, 5 de abril de 1995), também conhecida como Leah Ashmore, é uma modelo e rainha da beleza paraguaia, vencedora do concurso Miss Universo Paraguai 2022. Ela representará o Paraguai no Miss Universo 2022.
Ashmore foi anteriormente vencedora do Miss Grand Paraguai 2017 e semifinalista do Top 20 no Miss Grand Internacional 2017.

## Biografia
Ashmore nasceu e cresceu em Vila Rica e sua mãe é da África do Sul. Ela é estudante de marketing e comunicação na Universidade Americana em Assunção. Ela é fluente em espanhol, inglês, português e guarani.

## Concurso de beleza

### Miss Grand Paraguai 2017
Ashmore começou sua carreira em concursos de beleza em 2017, ela se juntou ao concurso Miss Grand Paraguai 2017 na final do concurso realizado em 29 de julho de 2017 no Centro Paraguaio Japonés em Assunção, onde ganhou o título e foi sucedida por Cindy Nordmann Arias.

### Miss Grand Internacional 2017
Em 25 de outubro de 2017, Ashmore representou o Paraguai no concurso Miss Grand Internacional 2017 realizado no Centro de Convenções Vinpearl em Phú Quốc, Vietnã.
Ashmore ganhou os seguintes prêmios são:
- Melhor mídia social
- Top 10 - Melhor Traje Nacional
- Top 10 - Melhor em traje de banho
- Top 5 na chegada

No final da competição, Ashmore terminou como o Top 20 semifinalista.

### Miss Paraguai 2022
Em 26 de agosto de 2022, Ashmore representou o departamento de Guairá no concurso Miss Paraguai 2022 e competiu contra outras 14 candidatas no Paseo La Galería em Assunção. Conquistou o título de Miss Universo Paraguai 2022 e sucedeu a Miss Universo 2021 2.ª colocada Nadia Ferreira.

### Miss Universo 2022
Como Miss Paraguai, Ashmore representará o Paraguai na competição Miss Universo 2022.